# Piotr Bański
Piotr Bański (ur. 13 maja 1975 w Częstochowie) – polski piłkarz, pomocnik/ napastnik.

## Przebieg kariery
Urodzony w Częstochowie piłkarz zaczynał swoją karierę w miejscowym Rakowie. Z tą drużyną zdołał awansować w 1994 roku do I ligi walnie przyczyniając się do sukcesu i strzelając 10 bramek na drugoligowym froncie.
Jako utalentowany junior grywał w młodzieżowych reprezentacjach Polski. Spadek Rakowa do II ligi, a następnie do III zahamował rozwój tego zdolnego piłkarza. Mimo kłopotów drużyny z Częstochowy Bański długo nie zmieniał barw klubowych. W barwach Rakowa zagrał 110 meczów w ekstraklasie, zdobywając 7 bramek.
W 2000 roku odszedł jednak do zespołu Tłoków Gorzyce. Kolejne kilka sezonów, spędził w różnych klubach, grając w II lidze.
W 2005 roku zdecydował się na powrót do Rakowa, z którym awansował do III ligi.
Głównym atutem lewonożnego Bańskiego były szybkość i drybling.
W kwietniu 2009 roku nabawił się kontuzji kolana, co przyczyniło się do zakończenia kariery. Przez pewien czas pełnił funkcję dyrektora sportowego Rakowa i drugiego trenera Skry Częstochowa. W 2021 r. został wybrany przez redakcję portalu igol.pl do jedenastki stulecia Rakowa.

## Sukcesy

### Klubowe

#### Raków Częstochowa
- Mistrzostwo grupy II ligiː 1993/1994
- Mistrzostwo grupy IV ligiː 2004/2005